# Eupithecia melaena
Eupithecia melaena là một loài bướm đêm trong họ Geometridae.